# Synagoga Dawida Walda w Łodzi
Synagoga Dawida Walda w Łodzi – prywatny dom modlitwy znajdujący się w Łodzi, przy ulicy Aleksandryjskiej 12.
Synagoga została zbudowana w 1902 roku z inicjatywy Dawida Walda. Mogła ona pomieścić 80 osób. Podczas II wojny światowej hitlerowcy zdewastowali synagogę.